# Lac aux Sauterelles
Le lac aux Sauterelles est un lac située à Lac-Jérôme au Québec (Canada).

## Toponymie
Le lac aux Sauterelles doit son nom à sa forme qui ressemble à celle de deux sauterelles se trouvant nez-à-nez. Il a été sanctionné par la Commission de géographie en 1945. Les Innus donnent au lac le nom « Katnukamat » ou « Ka-tnûkamât » qui signifie « lac long ».

## Géographie
Le lac aux Sauterelles est situé à 200 km au nord de Havre-Saint-Pierre. Il a une superficie de 17 km2 et une longueur de 20 km. Le lac se jette dans la rivière aux Sauterelles, qui rejoint la rivière Romaine 40 km à l'est. Il est situé dans la réserve de biodiversité Katnukamat.